# Інтернат (роман)
«Інтернат» — роман українського письменника Сергія Жадана 2017 року, що оповідає про життя вчителя в умовах війни на Донбасі.

## Сюжет
Події роману відбуваються на Донбасі протягом трьох зимових днів 2015 року. Тридцятип'ятирічний вчитель української мови на ім'я Паша вирушає до міста (прототипом імовірно є Дебальцеве), щоб забрати звідти свого племінника, який живе в інтернаті. Час для здійснення такої мандрівки, однак, не зовсім підхожий, адже українська армія саме покидає місто, яке оточують російські окупаційні війська.

## Образ інтернату
Слово «інтернат» використовується як метафора, під якою мається на увазі неукоріненість, невпорядкованість та загубленість нашого суспільства, що так і не призвичаїлося у цій країні та має так званий синдром інтернату. Автор зображує це почуття неукоріненості на прикладі такого специфічного регіону як Донбас, та вказує на те, що подолання цього почуття — один із найважливіших факторів подолання конфлікту.

## Нагороди
- Найкраща книга 24 Форуму Видавців у номінації «Сучасна українська проза» (2017)

## Видання
- Сергій Жадан (2017). Інтернат. Чернівці: Meridian Czernowitz. 336 стор. ISBN 978-966-97679-0-5. (друковане вид.)
- Сергій Жадан (2017). Інтернат. Чернівці: Meridian Czernowitz. 336 стор. ISBN 978-966-97679-0-5. (ebook вид.)[4]

## Переклади
- Сергий Жадан (2017). Интернат. Перевод с украинского: Елена Мариничева. Черновцы: Meridian Czernowitz. 254 с. ISBN 978-5-040-90802-8
- Serhij Zhadan (2018). Internat. Übersetzung aus dem Ukrainischen: Sabine Stöhr, Juri Durkot. Berlin: Suhrkamp. 300 S. ISBN 978-3-518-42805-4
- Сяргій Жадан (2019). Інтэрнат. Пераклад з украінскай: Наталка Бабіна. Мінск: А. М. Янушкевіч. 300 с. ISBN 978-985-7165-95-7
- Serhiy Zhadan (2019). Orphanage. Translated from Ukrainian: Isaac Stackhouse Wheeler, Reilly Costigan-Humes. New Haven: Yale University Press. ? p. ISBN ? (готується до друку)
- Serhij Zjadan (2023). Internatet. Översättning från ukrainska Sofia Uggla. Scandbook. Falun. ISBN 978-91-88913-69-2
- Serhij Žadan (2023). Internát. Prekladateľ Ondrej Hubinský. Bratislava: Absynt. ISBN 978-80-8203-400-7

Готується переклад румунською, французькою, італійською тощо.

## Цікаві факти
Малиновський районний суд Одеси призначив покарання чоловіку, якого було засуджено за шахрайство, у вигляді одного року пробаційного нагляду та прочитання кількох художніх творів, серед яких і роман «Інтернат» Сергія Жадана.